# Open de l'Isere 2014
L'Open de l'Isere 2014 è stato un torneo di tennis facente parte della categoria ITF Women's Circuit nell'ambito dell'ITF Women's Circuit 2014. Il torneo si è giocato a Grenoble in Francia dal 3 al 9 febbraio 2014 su campi in cemento indoor e aveva un montepremi di $25,000.

## Vincitrici

### Singolare
Pauline Parmentier ha battuto in finale  Anastasіja Vasyl'jeva con il punteggio di 2–6, 6–0, 6–4.

### Doppio
Sofia Shapatava /  Anastasіja Vasyl'jeva  hanno battuto in finale  Margarita Gasparjan /  Kateryna Kozlova con il punteggio di 6–1, 6–4.